# Empire of Light
Empire of Light is een Britse dramafilm uit 2022 onder regie van Sam Mendes. 

## Verhaal
Hilary is een bioscoopmanager die worstelt met haar mentale gezondheid, en Stephen is een nieuwe werknemer die verlangt te ontsnappen aan het kleine plaatsje waar hij dagelijks tegenslagen ervaart.

## Rolverdeling
| Acteur         | Personage      |
| -------------- | -------------- |
| Olivia Colman  | Hillary Small  |
| Michael Ward   | Stephen Murray |
| Monica Dolan   | Rosemary Bates |
| Tom Brooke     | Neil           |
| Tanya Moodie   | Delia Murray   |
| Hannah Onslow  | Janine         |
| Crystal Clarke | Ruby           |
| Toby Jones     | Norman         |
| Colin Firth    | Donald Ellis   |

## Release en ontvangst
De film ging op 9 december 2022 in première op het Filmfestival van Telluride en ontving daar overwegend negatieve recensies. De film kreeg overwegend negatieve kritieken van de filmcritici, met een score van 45% op Rotten Tomatoes, gebaseerd op 261 beoordelingen. Desondanks werd de film genomineerd voor meerdere prijzen waaronder een Golden Globe voor Olivia Colman en een Oscar voor beste camerawerk voor Roger Deakins.

## Prijzen en nominaties
De belangrijkste:
| Jaar | Prijs                   | Categorie                         | Genomineerde(n)            | Uitslag     |
| ---- | ----------------------- | --------------------------------- | -------------------------- | ----------- |
| 2023 | Oscars (Academy Awards) | Beste camerawerk                  | Roger Deakins              | Genomineerd |
| 2023 | Golden Globe Awards     | Beste actrice in een film – drama | Olivia Colman              | Genomineerd |
| 2023 | BAFTA Film Awards       | Beste mannelijke bijrol           | Micheal Ward               | Genomineerd |
| 2023 | BAFTA Film Awards       | Beste cinematografie              | Roger Deakins              | Genomineerd |
| 2023 | BAFTA Film Awards       | Uitzonderlijke Britse film        | Uitzonderlijke Britse film | Genomineerd |
| 2023 | Critics Choice Awards   | Beste camerawerk                  | Roger Deakins              | Genomineerd |
| 2023 | Satellite Awards        | Beste cinematografie              | Roger Deakins              | Genomineerd |
| 2023 | Satellite Awards        | Beste kostuums                    | Alexandra Byrne            | Genomineerd |